# Chartreuse de Currière
La chartreuse de Currière est un ancien monastère de l'ordre des Chartreux aujourd'hui monastère de la famille de Bethléem. Il est situé dans le Dauphiné (en région Auvergne-Rhône-Alpes) à Saint-Laurent-du-Pont, dans le département de l'Isère. 
La chartreuse est inscrite à l'inventaire des monuments historiques en 1927, pour sa porte sculptée du XIIIe siècle.
Conformément au mode de vie de la famille de Bethléem, le monastère ne se visite pas, mais l'église est ouverte pour certaines célébrations.

## Histoire
La chartreuse de Currière est fondée par Amblard d'Entremont en 1212, en 1296 ou en 1297. La volonté des Chartreux est d'y fonder un monastère isolé, dans un lieu « propice à la méditation et à la prière ».
Le monastère est d'abord autonome, puis il est rattaché à la Grande Chartreuse à partir de 1388. Il sert alors d'annexe ou de refuge aux chartreux, et parfois d'infirmerie.
Sous la Révolution française, le monastère est fermé, pillé et en partie détruit. Lorsque les chartreux y reviennent au milieu du XIXe siècle, ils en font une institution pour les enfants sourds-muets, mais doivent quitter le pays en 1903 lors de l'expulsion des congrégations religieuses. 
La chartreuse de Currière sert ensuite occasionnellement pendant la Première Guerre mondiale comme casernement ou camp de prisonniers. Pendant la Seconde Guerre mondiale, elle est un refuge et un abri pour les réfractaires au STO et les résistants. Après-guerre, elle sert de colonie de vacances de 1945 à 1970.
Les chartreux réhabilitent le monastère et le confient en 1973 aux moniales de Bethléem, qui y installent une communauté en 1974, sous le nom de monastère de Notre-Dame-du-Buisson-Ardent. Ces religieuses sont adonnées à la vie contemplative, et le monastère ne se visite pas. Seule est accessible leur boutique d'artisanat monastique.
Juste à côté du monastère des moniales, à droite, se trouve celui de dix-huit moines (monastère de l'Assomption-Notre-Dame), membres également de la famille monastique de Bethléem.